# تادالافيل
تادالافيل بالإنجليزية: Tadalafil يعتبر من علاجات الضعف الجنسي Erectile dysfunction ED بدأت شركة ICOS تطويره قبل أن يباع تجارياً باسم سيالس عن طريق شركة (ليللي) (Eli Lilly & Company).
يتوفر سيالس في كل العالم بثلاث جرعات 5 و10و 20 مليجرام، ويأتي في أقراص صفراء على شكل حبة اللوز.
وافقت إدارة الغذاء والدواء الأمريكية إدارة الغذاء والدواء في (21 نوفمبر 2003) على بيعه في أمريكا باعتباره ثالث علاج ينتمي إلى هذه المجموعة بعد فياغرا وليفترا، ويصنف ضمن الأدوية التي تستخدم عند الحاجة لعلاج الضعف الجنسي، وهو الدواء الوحيد من بين الأدوية الثلاثة الذي لا يستخدم لأكثر من مرة واحدة في اليوم.
كما أنه يستخدم مثله مثل الفياغرا لعلاج ارتفاع ضغط دم الرئة (pulmonary arterial hypertension)، وقد بدأ استخدامه لعلاج هذه الحالة منذ (نوفمبر 2008) بعد أن اشترت شركة يونايتد ثيرابيوتكس United Therapeutics من شركة «ليللي» حقوق استخدامه بشكل حصري لعلاج هذه الحالة بمبلغ 150 مليون دولار، وذلك في أمريكا.

## التاريخ
حينما نذكر سيالس فإننا لا بد أن نرجع إلى الأم فياجرا التي انتجتها الشركة العالمية فايزر، والذي اعتمدته إدارة الاغذية والادوية الأمريكية إدارة الغذاء والدواء في (27 مارس 1998)، والذي مثل آنذاك نقلة كبيرة في هذا المجال، وسجل أرباحاً بمليار دولار، وفي (19 اغسطس 2003) وافقت إدارة الغذاء والدواء علي ليفترا، ومن ثم سيالس (تادالافيل) في (21 نوفمبر 2003)، وكانت شركة (غلاكسو سميث كلاين) (Glaxo SmithKline GsK)، والتي كانت تسمى (غلاكسو وولكم) أو (غلاكسو مرحبا)، (Glaxo Wellcome) قد اكتشفت سيالس بعد شراكة مع شركة ICOS بدأت في (أغسطس 1991)، وفي عام 1993 بدأت شركة إيكوس بدراسة وتطوير مركب يعنى بتثبيط الإنزيم PDE5 يسمى IC351، وفي سنة 1994 اكتشف علماء فايزر دواءً آخر اسمه سيلدنافيل (فياجرا) الذي يعمل أيضاً كمثبطٍ للإنزيم PDE5 بنفس الطريقة، التي يعمل بها مركب IC351، إذ كانت كلتا الشركتين ICOS وفايزر تعملان على تطوير دواء خاصٍ بالقلب، وذلك قبل اكتشاف تأثيره لعلاج الضعف الجنسي، ومن ثم تسويقه لهذا الغرض، وفي سنه 1994 حصلت ICOS علي براءة اختراع للدواء الذي كانت تركيبته مختلفة عن فياجرا وليفترا، وفي عام (1995) بدأت التجارب عليه، وفي سنة (1997) بدأت المرحلة الثانية من التجارب السريرية لاستخدامه لعلاج ضعف الانتصاب، وبعد موافقة FDA بدأت المرحلة الثالثة والنهائية من التجارب.
ورغم ان الاتفاق المُبرم بين كل من شركة جلاكسو GsK و"ICOS" والذي يقضي بأن يتقاسم الطرفان الارباح بشكل متساوٍ لأي دواء يتم إنتاجه من خلال هذه الشراكة، إلا أن شركة جلاكسو في عام 1996 تنازلت عن الدواء لصالح شركة ليللي إذ لم يكن العلاج ضمن اهتماماتها في السوق، في 1998 كوّنت ICOS مع شركة «ليللي» شركة ذات مسؤولية محدودة سميت (Lilly ICOS) بهدف إنتاج (تادالافيل) لعلاج الضعف الجنسي تحت الاسم التجاري (سيالس)، وفي (مايو 2002)، أعلنت شركة (Lilly ICOS) لجمعية طب المسالك البولية الأمريكية أن تأثير الدواء يمتد لـ 36 ساعه، وبعد عام تمت الموافقة عليه من قبل إدارة الغذاء والدواء.
وقد تميز تادالافيل عن فياجرا وليفترا بطول فترة نصف عمره إذ أنها 17.5 ساعة (فترة نصف عمر الدواء هي الفترة التي يصل فيها تركيزه في الدم إلى نصف تركيزه وقت تناوله)، ما يعني أن عمله يمتد لـ 36 ساعة، حيث يصل المتبقي من تركيز الدواء في الجسم بعد امتصاصه، مقارنة ب 4 ساعات فقط لفياجرا.
في عام 2007 اشترت شركة ليللي شركة ICOS ب2.3 مليار دولار، وتم بعد ذلك إغلاقها بعدما أصبح سيالس مملوكاً بشكل حصري لشركة لي ليللي إيلاي ليلي إذ سرحت 500 موظف تقريباً من موظفي شركة ICOS وأبقت فقط على 127 موظفاً من موظفي القسم بيولوجي، قامت بشرائهم لاحقاً شركة CMC للمستحضرات البيولوجية. وظل الاسم التجاري (سيالس) مملوكاً بشكل كلي لشركة ليللي Eli Lilly & company.

## طريقة العمل
يعد تادالافيل (سيالس) من مجموعة مثبطات الأنزيم PDE5 والتي تعمل على تثبيط إنزيم فوسفودايستريس الخامس - PDE5 وهو واحد من مجموعة انزيمات فوسفودايستريزس.
يعمل تثبيط الإنزيم الخامس على رفع مركب cGMP الذي يعمل بدوره على تحسين تدفق الدم في العضو الذكري من خلال رفع أكسيد النيتروجين NO الذي يفرزه الجسم في أوقات الاثارة الجنسية، إذ يعمل أكسيد النيتروجين NO على توسيع الأوردة المغذية للعضو الذكري، ولذلك فإن هذا النوع من الأدوية لا تعمل إلا عند الاستثارة الجنسية، ولا تعمل بشكل تلقائي دون استثارة.

## الجرعة

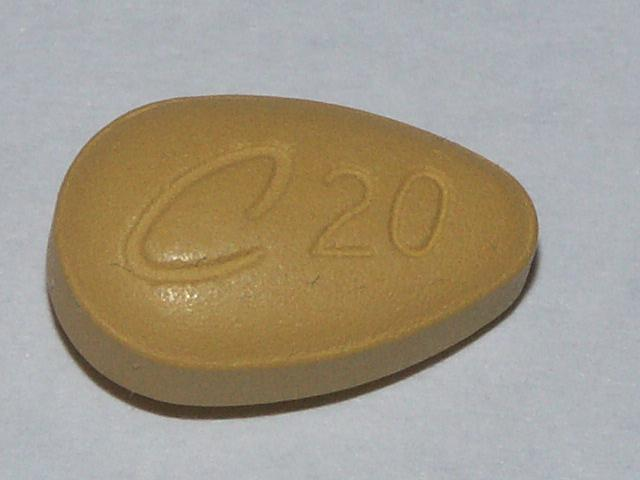
قرص تادالافيل سيالس 20 مليجرام

الجرعة هي 20 مليجرام، تأخذ لمرة واحدة في اليوم، وتبدأ الجرعة من 10 مليجرام، ويمكن زيادتها إلى 20 أو خفضها إلى 5 مليجرام، كما أن اللجنة الأوروبية ترى إمكانية خفضها حتى 2.5، وعلى أي حال فإنه الأمر خاضع لحالة كل شخصٍ ومدى تحمله، أما في حالات ارتفاع ضغط دم الرئة فقد اقترحت الشركة في عام 2008 بأن تكون الجرعة 40 مليجرام يومياً.

## الآثار الجانبية
أثناء التجارب جُرّب سيالس على قرابة 15 ألف رجل، و8 ملايين رجل على مستوي العالم أثناء الإعداد للتسويق، بعد أخذ الموافقة.
أشهر الأعراض الجانبية المرتبط به هي الصداع، وعسر الهضم، وألم الظهر، وألم العضلات، واحمرار الوجه، واحتقان الأنف، تختفي أغلب هذه الآثار بعد ساعات لكن ألم الظهر، وألم العضلات، قد تستمر ل 12-24 ساعه بعد تناول الدواء، لكن كل الأعراض –إن وجدت- تختفي تماماً بعد 48 ساعة.
في مايو 2005 اكتشفت إدارة الأغذية والأدوية الأمريكية FDA أن تادالافيل (سيالس) كغيرها من مثبطات PDE5 مرتبط بضعف النظر الناتج عن التهاب عصب العين (non-arteritic anterior ischemic optic neuropathy) عند بعض المرضى الذين تناولوه بعد مرحلة التجريب بعد نزوله للسوق إلا أن غالبيتهم، المرضى كانوا يعانون من مشاكل تشريحية، ومخاطر في الأوعية الدموية لا علاقة لها بأدوية الضعف الجنسي، ومن أشهر تلك المخاطر التدخين، والتقدم في السن ومرض ارتفاع ضغط الدم العالي، ومرضى الشريان التاجي، مرضى الكوليسترول، والأوعية الدموية.
ونسبة حصول مشكلة النظر مع تناول هذه الأدوية تعتبر قليلة إذ تمثل أقل من واحد لكل مليون. ولأن العدد قليل بالنسبة لملايين المستخدمين اكتفت FDA بوضع تحذير في نشرة الدواء داخل العلبة، لكن FDA عادت وطلبت وضع ملصق تحذيري أكثر وضوحاً على علب الأدوية الثلاثة (فياجرا - ليفترا - سيالس) بعد تقارير كشفت عن احتمالية وقوع حالات صمم مفاجئ متعلق بهذا النوع من الأدوية.

## التعارضات الدوائية
مثله مثل باقي المجموعة (فياجرا -ليفترا) يمنع تناوله مع ادوية النيترات (أدوية علاج الذبحة)، إلا بعد مضي 48 ساعة على تناول أحدهما، لذا فإنه من الضروري إبلاغ الطبيب قبل تناوله إذا كنت تتناول أدوية الذبحة الصدرية.

## وصلات خارجية
- الموقع الرسمي لسيالس
- National Institutes of Health
- RxList - Tadalafil
- Material Safety Data Sheet نسخة محفوظة 24 يناير 2008 على موقع واي باك مشين.
- معلومات هيئة الغذاء والدواء الأمريكية